# Liste der Monuments historiques in Sainte-Croix-aux-Mines
Die Liste der Monuments historiques in Sainte-Croix-aux-Mines führt die Monuments historiques in der französischen Gemeinde Sainte-Croix-aux-Mines auf.

## Liste der Bauwerke
| Bezeichnung       | Beschreibung                                                                                    | Standort                     | Kennzeichnung | Schutzstatus | Datum | Bild           |
| ----------------- | ----------------------------------------------------------------------------------------------- | ---------------------------- | ------------- | ------------ | ----- | -------------- |
| Timbachbrücke     | dreibogige Brücke, 1772                                                                         | Rue de la Timbach (Lage)     | PA68000037    | Inscrit      | 2002  | weitere Bilder |
| Château Burrus    | neobarockes Anwesen mit Parkanlage, 1900 erbaut, Architekten Jules Berninger und Gustave Krafft | 74 rue Maurice Burrus (Lage) | PA00125235    | Inscrit      | 1993  | weitere Bilder |
| Scierie Vincent   | Dampfsägewerk, zwischen 1920 und 1925; heute Museum                                             | 1A rue Maurice Burrus (Lage) | PA68000010    | Inscrit      | 1996  | weitere Bilder |
| Steinbruch Samson | Silbermine, zwischen 1542 und 1610 betrieben                                                    | westlich des Ortes (Lage)    | PA00085751    | Inscrit      | 1989  |                |

## Liste der Objekte
| Bezeichnung             | Beschreibung                                                                                   | Standort                                        | Kennzeichnung | Schutzstatus | Datum | Bild |
| ----------------------- | ---------------------------------------------------------------------------------------------- | ----------------------------------------------- | ------------- | ------------ | ----- | ---- |
| Orgel                   | Haupteintrag für PM68000940                                                                    | in der Kirche St-Nicolas (Lage)                 | PM68000939    | Inscrit      | 1998  |      |
| Orgelprospekt           | 1834 von Joseph Callinet gebaut                                                                | in der Kirche St-Nicolas (Lage)                 | PM68000940    | Inscrit      | 1998  |      |
| Kreuzweg                | Ölfarbe auf Leinwand, drittes Viertel des 19. Jahrhunderts                                     | in der Kirche St-Nicolas (Lage)                 | PM68001305    | Inscrit      | 1998  |      |
| Kreissäge               | vom Anfang des 20. Jahrhunderts                                                                | in der Scierie Vincent (Lage)                   | PM68001631    | Classé       | 1999  |      |
| Kettenförderanlage      | Stahl und Gusseisen, um 1925                                                                   | in der Scierie Vincent (Lage)                   | PM68000759    | Classé       | 1999  |      |
| Balkensäge              | aus der zweiten Hälfte des 19. Jahrhunderts                                                    | in der Scierie Vincent (Lage)                   | PM68000762    | Classé       | 1999  |      |
| Hauptaltar              | Retabel und Gemälde; Holz, farbig gefasst, sowie Ölfarbe auf Leinwand, 1832 von Édouard Baur   | in der Kirche St-Nicolas (Lage)                 | PM68001304    | Inscrit      | 1998  |      |
| Zwei Altarflügel        | beidseitig bemalt; Ölfarbe auf Holz, erste Hälfte des 16. Jahrhunderts                         | Petit Rombach, in der Kapelle St-Antoine (Lage) | PM68000326    | Classé       | 1981  |      |
| Doppelkreissäge         | Guss- und Schmiedeeisen, Leder, Holz, vor 1919                                                 | in der Scierie Vincent (Lage)                   | PM68000763    | Classé       | 1999  |      |
| Generator               | Ende des 19. Jahrhunderts gebaut                                                               | in der Scierie Vincent (Lage)                   | PM68000769    | Classé       | 1999  |      |
| Elektrischer Kettensäge | 1920er Jahre (?), von Stihl hergestellt                                                        | in der Scierie Vincent (Lage)                   | PM68000771    | Classé       | 1999  |      |
| Brettersäge             | vom Anfang des 20. Jahrhunderts                                                                | in der Scierie Vincent (Lage)                   | PM68000772    | Classé       | 1999  |      |
| Dampfmaschine           | Bauart Farcot-Corliss; 1893 von der Elsässische Maschinenbau-Gesellschaft Grafenstaden gebaut  | in der Scierie Vincent (Lage)                   | PM68000760    | Classé       | 1999  |      |
| Entrindungsmaschine     | um 1930 von Socolest gebaut                                                                    | in der Scierie Vincent (Lage)                   | PM68000765    | Classé       | 1999  |      |
| Brennholzsäge           | um 1930                                                                                        | in der Scierie Vincent (Lage)                   | PM68000766    | Classé       | 1999  |      |
| Lattensäge              | 1923 bei Gebrüder Linck gebaut                                                                 | in der Scierie Vincent (Lage)                   | PM68000767    | Classé       | 1999  |      |
| Zwei Sägemehlmühlen     | um 1947                                                                                        | in der Scierie Vincent (Lage)                   | PM68000770    | Classé       | 1999  |      |
| Zwei Engelsskulpturen   | Holz, farbig gefasst und vergoldet, 18. Jahrhundert                                            | in der Kirche St-Nicolas (Lage)                 | PM68001303    | Inscrit      | 1998  |      |
| Transmissionsanlage     | Anfang des 20. Jahrhunderts                                                                    | in der Scierie Vincent (Lage)                   | PM68000761    | Classé       | 1999  |      |
| Bandsäge                | Anfang des 20. Jahrhunderts von Gebrüder Linck gebaut                                          | in der Scierie Vincent (Lage)                   | PM68000764    | Classé       | 1999  |      |
| Spaltmaschine           | selbstfahrende Spaltmaschine mit Benzolmotor; 1910 von der Maschinenfabrik Rudolf Kölle gebaut | in der Scierie Vincent (Lage)                   | PM68000768    | Classé       | 1999  |      |